# هوتون، کامبریا
هوتون (به انگلیسی: Houghton) یک روستا در بریتانیا است که در Stanwix Rural واقع شده‌است.